# Janusz Mielczarek
Janusz Mielczarek (ur. 16 czerwca 1936 w  Częstochowie, zm. 11 maja 2025 w Częstochowie) – polski artysta fotograf. Członek rzeczywisty i Artysta Fotoklubu Rzeczypospolitej Polskiej (AFRP). Członek Kapituły Fotoklubu RP. Członek rzeczywisty Okręgu Śląskiego Związku Polskich Artystów Fotografików. Członek honorowy Towarzystwa Fotograficznego im. Edmunda Osterloffa w Radomsku.

## Życiorys
Janusz Mielczarek mieszkał i pracował w Częstochowie. W latach 1950–1954 był uczniem Liceum im. Henryka Sienkiewicza w Częstochowie. W 1959 roku ukończył Wyższą Szkołę Ekonomiczną w Częstochowie. W latach 1970–1975 był dziennikarzem „Gazety Częstochowskiej”. W latach 1975–1996 był rzecznikiem prasowym kolejnych częstochowskich wojewodów. Był dziennikarzem, pisarzem, autorem kilku zbiorów opowiadań – w 1986 roku wydał swój autorski tom opowiadań „Zanim wyrzucą cię z samolotu”. W 1983 roku wydał autorski album „Fotografie”.
Był pomysłodawcą, współorganizatorem i wieloletnim komisarzem Międzynarodowego Salonu „Martwa natura w fotografii”, organizowanego pod patronatem Międzynarodowej Federacji Sztuki Fotograficznej (FIAP), Fotoklubu Rzeczypospolitej Polskiej Stowarzyszenia Twórców i Prezydenta Miasta Częstochowy.
Był autorem i współautorem wielu wystaw fotograficznych; indywidualnych, zbiorowych, poplenerowych, pokonkursowych. Brał aktywny udział w Międzynarodowych Salonach Fotograficznych (m.in.) organizowanych pod patronatem FIAP, zdobywając wiele medali, nagród, wyróżnień, dyplomów, listów gratulacyjnych. W 2001 roku był współtwórcą Jurajskiego Fotoklubu Częstochowa, będącego członkiem zbiorowym Fotoklubu RP. Był prowadzącym i uczestnikiem wielu warsztatów i plenerów fotograficznych. Był członkiem jury w konkursach fotograficznych.
Prace Janusza Mielczarka zaprezentowano w Almanachu (1995–2017), wydanym przez Fotoklub Rzeczypospolitej Polskiej Stowarzyszenie Twórców.
W 1995 roku Janusz Mielczarek został przyjęty w poczet członków Fotoklubu Rzeczypospolitej Polskiej Stowarzyszenia Twórców (legitymacja nr 062).
W 2016 roku został laureatem Dyplomu Rady Artystycznej Związku Polskich Artystów Fotografików. W 2018 roku został uhonorowany Medalem „Za Zasługi dla Fotografii Polskiej” – odznaczeniem przyznawanym przez Kapitułę Fotoklubu Rzeczypospolitej Polskiej Stowarzyszenia Twórców – w 100. rocznicę odzyskania przez Polskę niepodległości. Został pochowany 15 maja 2025 na cmentarzu Kule w Częstochowie.

## Odznaczenia
- Złoty Krzyż Zasługi[8]
- Brązowy Medal „Zasłużony Kulturze Gloria Artis” (2010)[34][35][36]
- Srebrny Medal „Zasłużony dla Fotografii Polskiej”[35]
- Medal „Za Zasługi dla Fotografii Polskiej” (2018)[32][37]